# 레인보우 킥
레인보우 킥(rainbow kick) 혹은 사포는 축구에서 사용되는 기술의 하나로 뒷발을 이용하여 공을 머리 너머 공중에 띄워 상대방을 돌파하는 드리블 기술이다. 레인보우 플릭(Rainbow Flick)이라고도 한다. 
사포란 명칭은 포르투갈어로 모자라는 뜻의 '샤페우(Chapéu)'에서 유래하여 국내에서는 일본을 거쳐 비슷한 소리인‘사포’를 사용하고 있다고 알려져 있다.

## 명칭
여러 나라마다 각각의 용어를 사용한다. 영어 위키백과 사전에 따르면 다음과 같은데 이 기술을 쓸 때 공의 궤적이 무지개 (Rainbow), 모자 (Sombrero  둥근 모양이기 때문에 이런 이름들이 붙여졌다. 
- 영어권: Rainbow kick, Rainbow flick, Reverse flick-over
- 영국: Ardiles flick
- 프랑스: Coup du sombrero
- 독일: Okocha-Trick
- 브라질: Lambreta 혹은  Carretilha
- 이탈리아: Lambretta
- 스페인: Irco iris

결론적으로 포르투갈어를 사용하는 브라질에서도 사포(Chapéu)라는 용어를 사용하지 않으며 유튜브 등에서 Chapéu를 사용하여 검색시 이 명칭이 포함된 축구 개인기 동영상이 검색되지 않는 것으로 보아 사포는 한국과 일본에서만 사용되는 용어로 추정된다.

## 상세
레인보우 킥은 일반적으로 공을 가지고 앞으로 드리블하는 상황에서 공을 양발 사이에 끼운 후 한쪽 발을 약간 들어 공이 다른 쪽 다리 뒷부분에 위치하도록 위로 올린 후 공중에서 발뒤꿈치로 공을 머리 넘어 위쪽으로 넘겨 띄워주면서 전진하여 상대방을 돌파하는 기술이다.
길거리 축구에서 때때로 선보이는 레인보우 킥은 매우 인상적인 기술이다. 하지만, 현대 프로 축구에서는 상대적으로 성공률이 낮기 때문에 매우 드물게 사용되나, 기술력과 개인기, 자신감이 뛰어난 선수들은 드리블할 때 상대방을 제치거나 속이기 위해서 이 기술을 종종 사용한다. 브라질 축구 선수인 네이마르, 호나우지뉴, 호나우두, 호비뉴 같은 선수들이 이 기술을 즐겨 사용한다. 레인보우 킥을 가장 인상적인 스킬로 보여준 선수는 터키 대표팀의 공격수인 일한 만시즈로, 2002년 한일 월드컵때 브라질과의 준결승전에서 세계 최고 수준의 윙백이라 불린 브라질의 호베르투 카를루스를 완벽하게 제치는 모습을 보여주었다. 때때로 이 스킬은 상대팀에 무례하거나 과시하는 듯한 행동으로 보일 수도 있다.

## 대중 문화
레인보우 킥은 1981년 영화인 승리의 탈출에도 유명한 장면으로 등장하는데, 영화 속에서 카를로스 레이 역할을 한 오스발도 아르딜레스가 슬로 모션으로 "아르딜레스 플릭"이라고 불리는 레인보우 킥 기술을 사용한다. 한 리뷰는 이를 두고 "가장 최고의 특수 효과 하이라이트는 오스발도 아르딜레스가 공을 머리 넘어로 넘겼을 때"라고 설명했다.

## 같이 보기
- 페인트 (축구)

## 문헌
- Richard Witzig, The Global Art of Soccer (2006), CusiBoy Publishing, ISBN 0-9776688-0-0